# Arnfels
Arnfels é um município da Áustria, situado no distrito de Leibnitz, na estado da Estíria. Tem 4,19 km² de área e sua população em 2019 foi estimada em 987 habitantes.